# Im Reagenzglas
Im Reagenzglas (Originaltitel: The Tree in a Test Tube) ist ein kurzer Lehrfilm des US-amerikanischen Landwirtschaftsministeriums aus dem Jahr 1942, in dem das bekannte Komikerduo Stan Laurel und Oliver Hardy in stummen Rollen die Bedeutung von Holz für die amerikanische Kriegsanstrengung veranschaulicht.

## Handlung
Laurel und Hardy sind auf dem Weg zu ihrem Wagen, als ein Sprecher aus dem off sie auffordert, alles, was sie so bei sich haben, vorzuzeigen. Bei allem, was sie aus ihren Taschen und ihrem Koffer holen, weist der Sprecher darauf hin, dass es sich um Holzprodukte handelt. An einer Stelle deutet Hardy an, dass sogar Laurels Kopf aus Holz sei; was der Sprecher weder andeutet noch kommentiert. Die Requisiten zeigen die Allgegenwart von Holzprodukten: Papier, Kunstleder auf Zellulosebasis, Zellwolle, Hamamelis und Biokunststoff in Konsumgütern (bevor petrochemische Kunststoffe verbreitet waren). Der Schlussgag der Sequenz ist typisch für Laurel und Hardys Kunst des Slapstick.
Es folgten sechs Minuten Informationen über die wissenschaftliche Arbeit des United States Forest Service im Rahmen der Kriegswirtschaft.

## Produktion
Als offizielles Erscheinungsdatum wird der 17. April 1943 genannt. Die 4:30 Minuten lange Laurel und Hardy Sequenz wurde am 29. November 1941 bei Fox movies, acht Tage vor dem japanischen Angriff auf Pearl Harbor, gedreht.
Laurel und Hardy absolvierten ihre Szenen während einer Mittagspause bei den Dreharbeiten für den Film Die Wunderpille (1943) bei 20th Century Studios.
The Tree in a Test Tube ist der einzige bekannte erhaltene, professionell gedrehte Farbfilm mit Laurel und Hardy auf 16mm Kodachrome. In Farbe existieren ansonsten nur einige private Aufnahmen aus den 1950er Jahren und wenige kurze Szenen des lange verschollenen Films The Rogue Song.

## Kritik
Conrad Brunstrom lobt den kurzen Sketch von Laurel und Hardy, indem er meint, es mache Spaß, die beiden in Farbe zu sehen, und es sei bemerkenswert, dass Laurels Haar glatt und flach ist, nicht zerzaust wie sonst stets. Dieses seien vielleicht die einzigen Aufnahmen, bei denen Laurels Haare glatt gekämmt sind. Obwohl der Auftritt kurz sei, zeige er mehr von Laurel und Hardys Charakter als zwei Stunden in Great Guns oder A-Haunting We Will Go. Wenn man diese beiden Filme gerade gesehen habe, dann sei The Tree in a Test Tube ein bisschen wie ein Wiedersehen mit alten Freunden.
Weniger enthusiastisch meint der MOVIE BLOG, der Film zeige das Duo („the boys“) nicht von ihrer besten Seite, aber zumindest sei ihre pantomimische Darstellung lustiger als das meiste, was von ihnen in den Fox-Filmen zu sehen ist.
Am Freitag, dem 28. November 1941, brachte THE HOLLYWOOD REPORTER einen Artikel mit der Überschrift „Laurel & Hardy machen Regierungs-Kurzfilm über Forstwirtschaft“. Im Text wurde erläutert, dass Laurel und Hardy die Hauptrolle in einem Kurzfilm der Regierung, der vom Landwirtschaftsministerium der Vereinigten Staaten produziert wird, spielen. Dies klang nicht danach, dass der Film patriotisch fahnenschwenkend sei; die Vereinigten Staaten befanden sich auch noch nicht im Krieg. Erst in der Postproduktion wurde dem Projekt ein überzeugenderer Hauch von Nationalismus verliehen, vor allem in der zweiten Hälfte, die eher den Charakter eines geradlinigen, ernsten Industriefilms hat und in der Laurel und Hardy nicht vorkommen.